# Ménesthée
Dans la mythologie grecque, Ménesthée (en grec ancien Μενεσθεύς / Menestheús), fils de Pétéos, est le onzième roi légendaire d'Athènes. Il fut placé sur le trône par les Dioscures, à la suite de la guerre que ceux-ci entreprirent contre Thésée pour récupérer Hélène.

## Mythologie
Dans l’Iliade, Ménesthée est le chef des Athéniens pour la guerre de Troie. Il est parmi les guerriers présents dans le cheval de Troie. Après le sac de la ville, Ménesthée se rend à Mélos, où il devient roi à la mort de Polyanax. Plus tard, il part avec des colons en Bétique, où il fonde un port en lui donnant son nom. 

## Sources
- Pseudo-Apollodore, Bibliothèque [détail des éditions] [lire en ligne] (III, 10, 8), Épitome [détail des éditions] [lire en ligne] (I, 23).
- Homère, Iliade [détail des éditions] [lire en ligne] (Chant II, 552).
- Pausanias, Description de la Grèce [détail des éditions] [lire en ligne] (Livre I, 23, 8).